# Cecylia Lewandowska

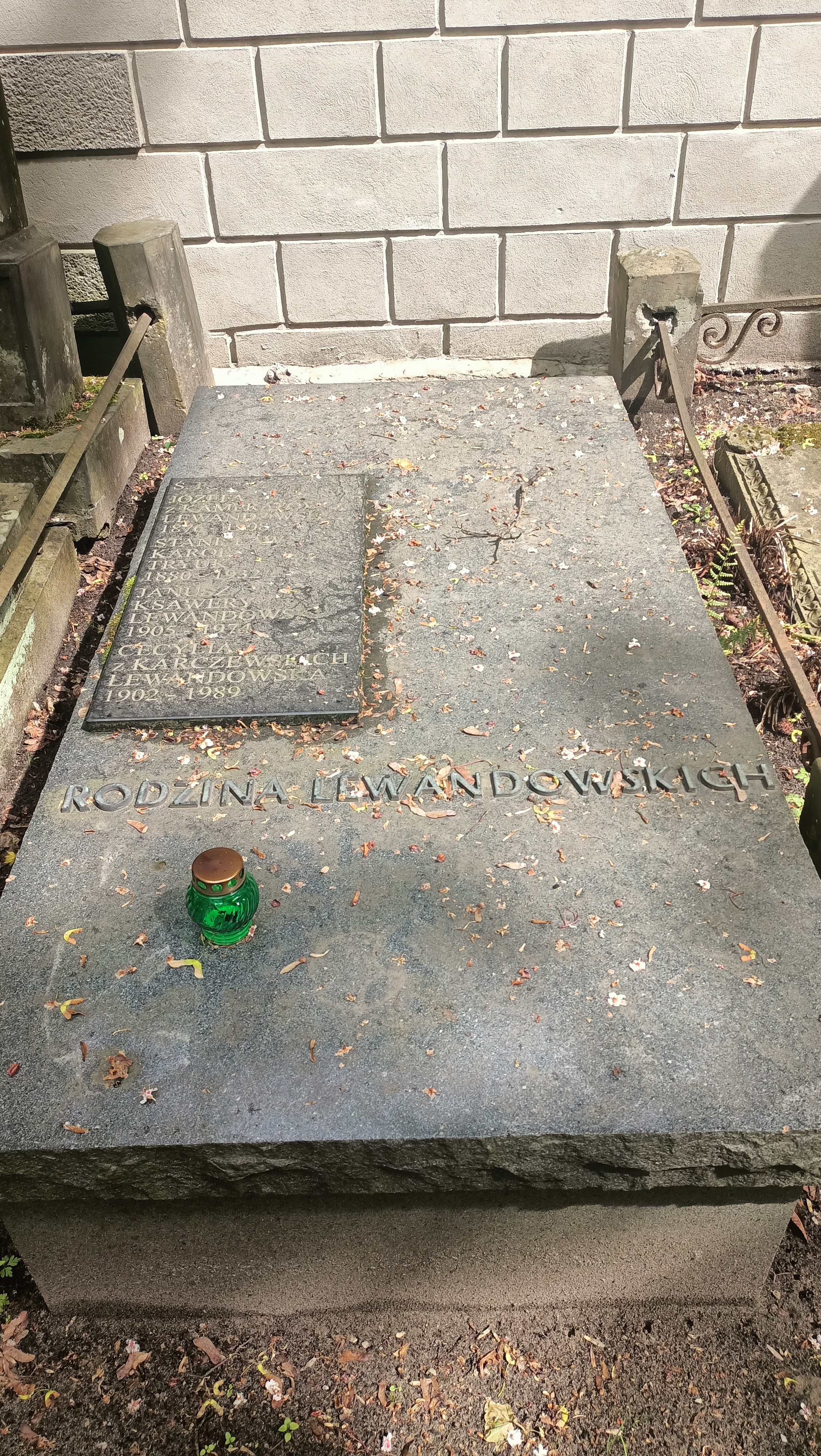
Grób Cecylii Lewandowskiej na cmentarzu Powązkowskim w Warszawie

Cecylia Lewandowska (ur. 12 września 1902 w Sielcu, zm. 26 listopada 1989 w Warszawie) – polska tłumaczka fińskiej, niemieckojęzycznej i anglojęzycznej literatury pięknej oraz książek naukowych, autorka książek przyrodniczych dla dzieci.

## Życiorys
Praprawnuczka Michała Szuberta, założyciela Ogrodu Botanicznego w Warszawie. Urodziła się w rodzinie Zdzisława Karczewskiego, rolnika, i Cecylii ze Smoleńskich. Ukończyła w 1920 gimnazjum humanistyczne Antoniny Walickiej w Warszawie, a następnie w 1924 Szkołę Ogrodniczo-Pszczelarską.
W okresie międzywojennym mieszkała w Warszawie i pracowała jako korespondentka i tłumaczka kolejno w firmie Alfa-Lavel (1928–1930), w Polskich Liniach Lotniczych LOT (1930–1932) i w Polskim Radiu (1939). Od 1925 publikowała popularne artykuły w prasie rolniczej, m.in. w czasopismach „Rolnik i Zagroda” (1925), „Przewodnik Gospodarstw Wiejskich” (1929) i „Przewodnik Gospodarski” (1929–1933).
W okresie okupacji niemieckiej pracowała w Komunalnej Kasie Oszczędności w Warszawie.
Po wojnie debiutowała jako autorka utworów dla dzieci opowiadaniem Jacuś, w „Świerszczyku” nr 29 z 1946; z pismem tym współpracowała do 1968. Publikowała swoje utwory w czasopismach „Przyjaciel” (1946–1951), „Iskierki” (1947–1954), „Płomyczek” (1948–1958), „Wiedza i Życie” (1948–1954), „Problemy” (1949–1960), „Płomyk” (1950–1970), „Widnokręgi” (1958), „Za i przeciw” (1958–1959). Współpracowała z redakcją audycji dla dzieci Polskiego Radia, pisząc liczne audycje i pogadanki, oraz z czasopismami popularnonaukowymi, rolniczymi i pszczelarskimi. W latach 1951–1983 była członkiem Związku Literatów Polskich, od 1971 członkiem Polskiego PEN Clubu. Była także członkiem Towarzystwa Literatury Fińskiej oraz członkiem honorowym Towarzystwa Przyjaźni Polsko-Fińskiej.
W jej dorobku pisarskim znajduje się wiele książek przyrodniczych dla dzieci i młodzieży, przede wszystkim opisujących życie i zwyczaje pszczół. Dzięki jej pracy tłumaczeniowej w Polsce ukazały się również, tłumaczone z rosyjskiego i niemieckiego, przyrodnicze książki naukowe i popularnonaukowe.
Od 1950 przetłumaczyła również na polski wiele dzieł literatury pięknej i młodzieżowej, przede wszystkim z literatury fińskiej i niemieckojęzycznej (niemieckiej i austriackiej). W jej przekładzie ukazały się w Polsce m.in. powieści noblisty Fransa Eemila Sillanpää i klasyczne dzieła współczesnej literatury fińskiej, m.in. Żołnierz nieznany Väinö Linna.
Od 1928 była żoną Janusza Lewandowskiego, redaktora czasopism i wydawnictw.
Zmarła w Warszawie, pochowana na cmentarzu Powązkowskim (kwatera 36-2-8).

## Dorobek pisarski
- Wielkie prace małej pszczoły. Warszawa: Państwowe Zakłady Wydawnictw Szkolnych, 1950.
- W świecie pszczół. Warszawa: „Książka i Wiedza”, 1951.
- Zwierzęta budują. Warszawa: Nasza Księgarnia, 1952.
- Opowiadania o czystości zwierząt. Warszawa: Nasza Księgarnia, 1954.
- Co się kryje w skibie gleby. Warszawa: Nasza Księgarnia, 1956.
- Od kropli nektaru do plastra miodu. Warszawa: Nasza Księgarnia, 1957.
- Baryłkarz kontra bielinek. Warszawa: Nasza Księgarnia, 1958.
- Na ruchomych piaskach. Warszawa: Nasza Księgarnia, 1959.
- W gnieździe hałaśliwych grubasów. Warszawa: Nasza Księgarnia, 1959.
- Pszczoły a medycyna. Warszawa: Wiedza Powszechna, 1960.
- Bogatki z jabłoniowej dziupli. Warszawa: Nasza Księgarnia, 1960.
- Nad sadzawką. Warszawa: Nasza Księgarnia, 1960.
- Brr! Jak zimno! Warszawa: Nasza Księgarnia, 1963.
- W różnych gniazdach. Warszawa: Nasza Księgarnia, 1965.
- W niebieskim ulu. Warszawa: Biuro Wydawnicze „Ruch”, 1966.
- Nad Pasłęką żyją bobry. Warszawa: Nasza Księgarnia, 1974.

## Tłumaczenia
Z literatury fińskiej:
- Frans Eemil Sillanpää, Śmierć i zmartwychwstanie: opowieść o życiu i śmierci prostego człowieka w Finlandii. Warszawa: Państwowy Instytut Wydawniczy, 1962. (tłum. z niemieckiego)
- Frans Eemil Sillanpää, Słońce życia. Poznań: Wydawnictwo Poznańskie, 1966. (tłum. z niemieckiego)
- Veijo Meri, Historia sznura z manili. Poznań: Wydawnictwo Poznańskie, 1967. (tłum. z niemieckiego)
- Żyzny granit: antologia nowel i opowiadań fińskich. Poznań: Wydawnictwo Poznańskie, 1970. (w zespole tłumaczy)
- Merja Otava, Priska. Warszawa: „Iskry”, 1971. (tłum. z fińskiego)
- Paavo Rintala, Chłopcy. Warszawa: Państwowy Instytut Wydawniczy, 1971. (tłum. z fińskiego, wspólnie z Natalią Baschmakoff)
- Minny Karlsson-Kananen, Piękna świniarka, czyli Wspomnienia radcy handlowego. Poznań: Wydawnictwo Poznańskie, 1971
- Samuli Paulaharju, Nocne cienie tunturi: opowieści lapońskie, Poznań: Wydawnictwo Poznańskie, 1972.
- Paavo Haavikko, Lata. Poznań: Wydawnictwo Poznańskie, 1972.
- Väinö Linna, Tu, pod Gwiazdą Polarną (cz. 1) Poznań: Wydawnictwo Poznańskie, 1974.
- Veijo Meri, Kobieta na zwierciadle narysowana. Poznań: Wydawnictwo Poznańskie, 1975
- Väinö Linna, Tu, pod Gwiazdą Polarną (cz. 2) Poznań: Wydawnictwo Poznańskie, 1978.
- Eeva Joenpelto, Po prostu Johannes. Poznań: Wydawnictwo Poznańskie, 1978.
- Ines Lappalainen, Saara, dziewczyna z Vastamäki. Warszawa: „Iskry”, 1979.
- Frans Eemil Sillanpää, Nabożna nędza: opowieść o życiu i śmierci prostego człowieka w Finlandii. Warszawa: Państwowy Instytut Wydawniczy, 1980.
- Eino Koivistoinen, Wszystko pokonam. Poznań: Wydawnictwo Poznańskie, 1981.
- Joel Lehtonen, Putkinotko. Poznań: Wydawnictwo Poznańskie, 1981.
- Väinö Linna, Żołnierz nieznany. Poznań: Wydawnictwo Poznańskie, 1986.
- Annukka i Samuli Aikio, Syn latającej czarownicy: bajki lapońskie. Warszawa: Nasza Księgarnia, 1987.
- Ptaki czarownicy: baśnie fińskie (tłum. razem z Danutą i Romualdem Wawrzyniakami), Poznań: Wydawnictwo Poznańskie, 1988.
- Kai Laitinen, Satu Apo, Historia literatury fińskiej. Wrocław: Zakład Narodowy im. Ossolińskich, 1991.

Z literatury niemieckojęzycznej:
- Karol Friedel, Gleba w naszym ogródku. Warszawa: Nasza Księgarnia, 1955.
- Erwin Strittmatter, Tinko. Warszawa: Państwowy Instytut Wydawniczy, 1956.
- Elisabeth Schwarz, Ryby za szkłem. Warszawa: Nasza Księgarnia, 1958.
- Leonhard Frank, Z lewej, gdzie serce bije. Warszawa: Państwowy Instytut Wydawniczy, 1957.
- Gertrud von Le Fort, Gody magdeburskie. Warszawa: Pax, 1960.
- Rosemarie Schuder, Syn czarownicy: opowieść o Janie Keplerze. Warszawa: Państwowy Instytut Wydawniczy, 1961.
- Martin Beheim-Schwarzbach, Gwiazda Burgundii: powieść o Nibelungach. Warszawa: Państwowy Instytut Wydawniczy, 1963.
- Günther Feustel, Dzień dobry, przyrodo! Warszawa: Nasza Księgarnia, 1963.
- Bernhard Grzimek, Nie ma miejsca dla dzikich zwierząt. Warszawa: Nasza Księgarnia, 1964.
- Peter Weiss, Ucieczka z domu rodzinnego; Azyl. Warszawa: Państwowy Instytut Wydawniczy, 1965.
- Barbara König, Żwir, Warszawa: Państwowy Instytut Wydawniczy, 1966.
- Lilli Koenig, Gringolo: historia o popielicy. Warszawa: Nasza Księgarnia, 1966.
- Lilli Koenig, Timba: historia o psie. Warszawa: Nasza Księgarnia, 1967.
- Heinz Küpper, Simplicius 45; Miód i mleko. Warszawa: Państwowy Instytut Wydawniczy, 1968.
- Frank Thiess, Angelika ten Swaart, Warszawa: Państwowy Instytut Wydawniczy, 1968.
- Gudrun Pausewang, Plaza Fortuna. Warszawa: Państwowy Instytut Wydawniczy, 1970.

Z języka rosyjskiego:
- Olga Lepieszyńska, Materialistyczna nauka o komórce. Warszawa: „Książka i Wiedza”, 1951.
- Vladimir Tauson, Wielkie dzieła małych istot. Warszawa: „Książka i Wiedza”, 1952.

Z języka angielskiego:
- Juliusz Schwartz, Czarodziejskie szkiełko. Warszawa: Nasza Księgarnia, 1960.
- Katherine Binney Shippen, Ludzie, którzy badali tajemnice życia. Warszawa: Nasza Księgarnia, 1961. (tłum. wspólnie z Tadeuszem Zajączkowskim)

## Ordery i odznaczenia
- Krzyż Kawalerski Orderu Odrodzenia Polski (1977)[3]
- Order Białej Róży Finlandii (1975)[3]

## Nagrody
- Nagroda literacka ZAiKS-u dla tłumaczy (1974)[5]
- Nagroda Prezesa Rady Ministrów za twórczość dla dzieci i młodzieży (1980)[3]